# Pentostatina
Pentostatina (Desoxicoformicina) o también conocida por su nombre comercial Nipent. 
La pentostatina es un inhibidor de la enzima adenosina desaminasa, responsable de la degradación metabólica de la adenosina, uno de los nucleósidos constituyentes de los ácidos nucleicos o ADN. Es por lo tanto un antimetabolito de ADN.

## Estructura
Es un análogo (modificado en la base nitrogenada) de nucleósido (purina), del estado de transición/intermedio de la adenosina desaminasa (ADA). Es por lo tanto un Inhibidor competitivo ya que compite con el sustrato natural (desoxiadenosina) por el centro activo.
Esta modificación supone no acabar la ruta de degradación de la purina, ya que no se puede desaminar al no haber -NH2 en su estructura, pero si encaja en el centro activo de la enzima, con la que se une por fuerzas intermoleculares y por lo tanto reversibles.
Es por lo tanto un inhibidor competitivo, análogo al estado de transición y reversible por fuerzas moleculares.

## Mecanismo de Acción
Es un antimetabolito indirecto porque inhibe indirectamente la ruta de degradación de purinas.
Este fármaco tiene como diana la enzima adenosina desaminasa, la cual cataliza la desaminación de la desoxiadenosina (quita amina-NH2 y mete carbonilo =O). Esta enzima (adenosina desaminasa) se encarga de la degradación de purinas, ruta implicada en la síntesis de ADN. Por lo que cuando la pentostatina ocupa el centro activo de la enzima (Adenosina desaminasa) no se va a degradar. Como consecuencia, hay un aumento de la desoxiadenosina (Sustrato natural) y en consecuencia un aumento de la Adenosina 3-Fosfato, lo que va a inhibir la enzima ribonucleótido reductasa, la cual convierte ribosa en desoxirribosa, y por lo tanto inhibe la síntesis de ADN de las células tumorales y en menor medida de las células sanas.
La selectividad de estos fármacos por las células tumorales se basa en la velocidad de crecimiento de las mismas, que está acelerado con respecto a las células sanas. Se verán por lo tanto más afectadas, las células con mayor velocidad de replicación/crecimiento, como son las células del pelo o la medula ósea.

## Aplicaciones farmacológicas
La pentostatina es usada como antileucémico (Tricoleucemia o Leucemia de células pilosas). Estos fármacos también son usados como coadyuvantes o inhibidores de la degradación de otros citostáticos o antivirales con estructura de purina y corta vida media, ya que son rápidamente metabolizados por la adenosina desaminasa e inactivados antes de llegar a ejercer su función.